# Гленрок
Гленрок (англ. Glenrock) — місто (англ. town) в США, в окрузі Конверс штату Вайомінг. Населення — 2420 осіб (2020).

## Географія
Гленрок розташований за координатами 42°51′23″ пн. ш. 105°51′46″ зх. д. / 42.85639° пн. ш. 105.86278° зх. д. (42.856372, -105.862719).  За даними Бюро перепису населення США в 2010 році місто мало площу 5,91 км², уся площа — суходіл.

## Демографія
Згідно з переписом 2010 року, у місті мешкало 2576 осіб у 1102 домогосподарствах у складі 713 родин. Густота населення становила 436 осіб/км².  Було 1201 помешкання (203/км²).
Расовий склад населення:
| - 96,0 % — білих - 0,9 % — корінних американців - 0,5 % — чорних або афроамериканців - 0,4 % — азіатів |

До двох чи більше рас належало 1,3 %. Частка іспаномовних становила 4,9 % від усіх жителів.
За віковим діапазоном населення розподілялося таким чином: 23,5 % — особи молодші 18 років, 58,8 % — особи у віці 18—64 років, 17,7 % — особи у віці 65 років та старші. Медіана віку мешканця становила 41,3 року. На 100 осіб жіночої статі у місті припадало 106,9 чоловіків;  на 100 жінок у віці від 18 років та старших — 100,8 чоловіків також старших 18 років.
Середній дохід на одне домашнє господарство  становив 67 027 доларів США (медіана — 56 364), а середній дохід на одну сім'ю — 77 201 долар (медіана — 79 228). Медіана доходів становила 58 789 доларів для чоловіків та 35 905 доларів для жінок. За межею бідності перебувало 10,8 % осіб, у тому числі 14,4 % дітей у віці до 18 років та 17,5 % осіб у віці 65 років та старших.
Цивільне працевлаштоване населення становило 1344 особи. Основні галузі зайнятості: сільське господарство, лісництво, риболовля — 20,6 %, освіта, охорона здоров'я та соціальна допомога — 17,0 %, мистецтво, розваги та відпочинок — 16,9 %.
За даними перепису 2000 року,
на території муніципалітету мешкало 2231 людей, було 925 садиб та 641 сімей.
Густота населення становила 446,3 осіб/км². Було 1131 житлових будинків.
З 925 садиб у 33,8% проживали діти до 18 років, подружніх пар, що мешкали разом, було 54,1%,
садиб, у яких господиня не мала чоловіка — 11,5%, садиб без сім'ї — 30,6%.
Власники 26,7% садиб мали вік, що перевищував 65 років, а в 11,9% садиб принаймні одна людина була старшою за 65 років.
Кількість людей у середньому на садибу становила 2,41, а в середньому на родину 2,89.
Середній річний дохід на садибу становив 32 300 доларів США, а на родину — 40 927 доларів США.
Чоловіки мали дохід 32 778 доларів, жінки — 18 795 доларів.
Дохід на душу населення був 17 088 доларів.
Приблизно 11,4% родин та 13,0% населення жили за межею бідності.
Серед них осіб до 18 років було 18,7%, і понад 65 років — 6,4%.
Середній вік населення становив 38 років.